# Chloreuptychia catharina
Chloreuptychia catharina är en fjärilsart som beskrevs av Otto Staudinger 1888. Chloreuptychia catharina ingår i släktet Chloreuptychia och familjen praktfjärilar. Inga underarter finns listade i Catalogue of Life.